# Dorothea Rohde
Dorothea Xenia Roswitha Rohde (* 12. Oktober 1974 in Offenbach am Main) ist eine deutsche Althistorikerin.

## Laufbahn
Dorothea Rohde studierte von 1994 bis 2002 Alte Geschichte, Griechische Philologie und Philosophie an der Rheinischen Friedrich-Wilhelms-Universität Bonn, an der Universität Münster und an der Università degli studi Roma Tre und schloss ihr Studium an der Universität Münster mit dem Magister ab. Anschließend folgten Forschungsaufenthalte am DAI in Rom und am University College London. Ab dem Sommersemester 2005 lehrte und forschte sie als wissenschaftliche Mitarbeiterin von Helmuth Schneider an der Universität Kassel, wo sie 2008 mit einer Dissertation über die Integration von collegia in römischen Hafenstädten (Ostia, Ephesos und Perinthos) promoviert wurde.
2008 wechselte sie an die Universität Bielefeld, wo sie zunächst als wissenschaftliche Mitarbeiterin von Raimund Schulz tätig war. 2013 wurde sie entfristet und zur Studienrätin im Hochschuldienst ernannt. Rohde habilitierte sich im Wintersemester 2017/18 in Bielefeld mit einer 2019 publizierten Untersuchung zu den öffentlichen Finanzen Athens und Oligarchisierungstendenzen in der Politik der späten Klassik und erhielt damit die venia legendi für Alte Geschichte. Seither war sie Privatdozentin in Bielefeld. Lehrstuhlvertretungen führten sie an die Universitäten Münster (2014/15) und Hamburg (2020). Von 2018 bis 2020 war sie im Vorstand des Zentrums für Theorien in der historischen Forschung der Universität Bielefeld aktiv. 2022 wurde ihr der Titel einer außerplanmäßigen Professorin verliehen. Seit 2024 ist sie an der Universität zu Köln Professorin für Alte Geschichte mit Schwerpunkt auf der Römischen Kaiserzeit und lateinischen Epigraphik.
Rohdes Forschungsschwerpunkte liegen auf dem Gebiet der griechischen und römischen Sozial- und Wirtschaftsgeschichte, der antiken Stadt und antiken Religionsgeschichte inklusive des frühen Christentums und der Epigraphik.

## Schriften
Monographien
- Zwischen Individuum und Stadtgemeinde: Die Integration von collegia in Hafenstädten (= Studien zur alten Geschichte. Band 15). Verlag Antike, Mainz 2012, ISBN 978-3-938032-44-2.
- Von der Deliberationsdemokratie zur Zustimmungsdemokratie. Die öffentlichen Finanzen Athens und die Ausbildung einer Kompetenzelite im 4. Jahrhundert v. Chr. Metzler, Stuttgart/Weimar 2019, ISBN 978-3-476-04697-0. (Englische Übersetzung: From Deliberative Democracy to Assent Democracy. Athenian public finances and the formation of a competence elite in the 4th century BC. Palgrave Macmillan, London 2023, ISBN 978-3-476-05920-8.)

Herausgegebene Bände
- mit Helmuth Schneider (Hrsg.): Hessen in der Antike. Die Chatten vom Zeitalter der Römer bis zur Alltagskultur der Gegenwart. Euregioverlag, Kassel 2006, ISBN 978-3-933617-26-2.
- mit Björn Onken (Hrsg.): In omni historia curiosus. Studien zur Geschichte von der Antike bis zur Neuzeit. Festschrift für Professor Dr. Helmuth Schneider (= Philippika. Marburger Altertumskundliche Abhandlungen. Band 47). Harrassowitz, Wiesbaden 2011.
- mit Michael Sommer (Hrsg.): Wirtschaft (= Quellenreader Antike). Wissenschaftliche Buchgesellschaft, Darmstadt 2016, ISBN 978-3-534-26370-7.
- mit Sven Günther (Hrsg.): 200 Years after August Boeckh’s „The Public Economy of Athens“. Perspectives of Economic History for the 21st Century. Proceedings of an International Workshop held at the ZiF in Bielefeld 2017 (= Journal of Ancient Civilizations. Band 34). Institute for the History of Ancient Civilizations, Changchun 2019.
- mit Korinna Schönhärl und Gisela Schönhärl (Hrsg.): Histories of Tax Evasion. Avoidance and Resistance. Routledge, London 2022.
- mit Jan-Markus Kötter, Maria Osmers und Jan Timmer (Hrsg.): Zum Umgang mit Enttäuschungen in der Antike. Franz Steiner Verlag, Stuttgart 2024, ISBN 978-3-515-13611-2.